# Denis Sassou-Nguesso
Denis Sassou Nguesso (født 23. november 1943) er en congolesisk politiker og tidligere militærleder, der har været præsident for Republikken Congo siden 1997. Han var også præsident i perioden fra 1979 til 1992.
I sin første præsidentperiode stod han i spidsen for det Congolesiske Arbejderparti (fransk: Parti congolais du travail, PCT) som ledte landet som det eneste tilladte parti. Han indførte flerpartistyre i 1990 og blev derefter frataget sine magtbeføjelser ved en national konference i 1991 men blev siddende som et ceremonielt statsoverhoved. Han stillede op ved præsidentvalget i 1992, men blev besejret og endte på tredjepladsen.
Sassou Nguesso var en oppositionsleder i fem år inden han vendte tilbage til magten under borgerkrigen i Congo, hvor hans oprørsstyrker fik præsident Pascal Lissouba til at flygte. Efter en overgangsperiode vandt han præsidentvalget i 2002 som havde lav oppositionsdeltagelse. Han blev genvalgt ved præsidentvalget i 2009. Indførelsen af en ny forfatning der blev vedtaget ved en folkeafstemning i 2015 som oppositionskedere opfordrede til boykot af og afviste resultatet af, gav mulighed for endnu en valgperiode. Han blev genvalgt ved præsidentvalget i 2016 med et flertal i første runde.
Han blev igen genvalgt i 2021 i et valg hvor politiet slog ned på oppositionen før valget, og hvor oppositionen opfordrede til boykot. Kritikere udtrykte bekymring over valgets afvikling.
Hans datter Edith Lucie Sassou-Nguesso blev i 1989 gift med Omar Bongo, daværende præsident i Gabon.
Ifølge de såkaldte Pandora Papers som International Consortium of Investigative Journalists (ICIJ) offentliggjorde i oktober 2021 ejer Sassou Nguesso værdifulde diamantminer i Congo gennem et selskab som er registret på de Britiske Jomfruøer. Sassou Nguesso benægter dette.